# Derby della Mole
O Derby della Mole, também chamado de Derby di Torino ou Dérbi de Turim em português, é o dérbi local entre Juventus FC e Torino FC, os clubes de futebol mais proeminentes da cidade de Turim, na Itália. É nomeado em homenagem à Mole Antonelliana, um importante marco da cidade e o símbolo arquitetônico da capital piemontesa. É o mais antigo confronto em andamento entre duas equipes baseadas na mesma cidade no futebol italiano.

## História
Eduardo Bosio retornou à Turim depois de estadia de estudos na Inglaterra em 1887, trazendo suas concepções do futebol, sendo depois fundados o Internazionale Torino e o FC Torinese, que se fundiram em 1906, para nascer o AC Torino, um dos nomes precursores do atual Torino Football Club.
Já a Juventus foi fundada por estudantes, em 1897, conquistando o primeiro título em 1905.
Os dois clubes, situados na Zona Sul de Turim, eram separados fisicamente no início do Século XX apenas por uma rodovia .
Controlada por décadas pela família Agnelli, controladora da FIAT, a Juventus viu sua torcida crescer muito devido a chegada em massa de imigrantes de outras regiões da Itália à cidade de Turim para trabalhar nesta empresa, imigrantes que influenciaram decisivamente para que a torcida da Juve se espalhasse por toda a Itália, pois quando voltavam para seus lugares de origem levavam junto a paixão pela "La Vecchia Signora".
Já o Torino (Turim em português), manteve-se vinculado emocionalmente e talvez provincianamente à cidade de Turim e à região do Piemonte.
Na temporada 1975/1976 o título teve um sabor muito especial para os torcedores do Toro, pois a Juventus tinha uma vantagem de seis pontos (a vitória valia dois) no segundo turno do campeonato, mas perdeu três partidas consecutivas, sendo uma para o Torino, que terminou campeão italiano depois de vinte e sete anos na fila.
Nas duas temporadas seguintes a Juventus foi a campeã e o Torino vice.
O Torino já dominou o campeonato italiano, mas provavelmente sofre até hoje com as consequências do desastre do Superga, quando seu elenco de craques foi dizimado num desastre aéreo em 4 de maio de 1949, já que após este acidente o Torino conquistou apenas um campeonato italiano.
A Juventus, patrocinada economicamente pela FIAT, aos poucos tomou as rédeas do Campeonato Italiano, conquistando 20 campeonatos após o desastre do Superga, mas acabou rebaixada para a Série B em 2006, por escândalo de corrupção de arbitragens, enquanto o Torino em 2006 retorna à Série A, ou primeira divisão italiana, levando esperança aos seus torcedores de escrever outras páginas gloriosas em sua história.
Segundo pesquisa de torcidas realizada pelo Instituto Doxa em 2003, a Juventus seria a maior torcida da Itália com 31% da preferência dos torcedores, cerca de 18 000 000 de fãs, uma torcida nacional, distribuída em todas as regiões da Itália.
Já o Torino contaria com 1,9% dos torcedores, concentrados em Turim e arredores, cerca de 1 100 000 torcedores, nada mal para um clube que esteve em crise por vários anos e mesmo assim arrasta bons públicos aos estádios.
Ao vencer a Juve em 26 de abril de 2015 por 2 a 1 perante 25.500 torcedores no Olímpico de Turim, o Torino interrompeu uma sequência sem vitórias que durava 20 anos, desde a sua vitória igualmente por 2 a 1, em 9 de abril de 1995.
Torino e Juventus desde os primórdios sempre jogavam nos mesmos estádios. Inicialmente o Velódromo Umberto I, passando pelo Estádio Delle Alpi e por último o Estádio Olímpico de Turim (antes Estádio Comunale di Turim até 2006). Com a construção pela Juve da Arena Juventus, onde se localizava o Delle Alpi, o Torino passou a ser o único clube mandante do Estádio Olímpico, cada um dos clubes jogando em estádio com mando exclusivo.

## Estatísticas
Ultima partida considerada: Torino 1x1 Juventus, em 11/1/2025.
- Número de partidas: 238
- Vitórias da Juventus: 104
- Vitórias do Torino: 73
- Empates: 64
- Gols da Juve: 375
- Gols do Toro: 317

## Recordes
- Recorde de público: Torino 0 a 1 Juventus, 70.200, 28 de outubro de 1962[6]
- Partida com mais gols: 14, Torino-Juventus 8-6 em 9 de fevereiro de 1913.
- Maior goleada do Torino: 8 a 0 em 17 de novembro de 1912.
- Maior goleada da Juventus: 6 a 0 em 20 de abril de 1952.
- Maior número de vitórias consecutivas: Juventus, 6, de 25 de outubro de 2008 a 23 de fevereiro de 2014.
- Maior número de empates consecutivos: 4, de 3 de abril de 1977 a 19 de novembro de 1978.
- Maior número de minutos sem sofrer gols: Juve, 910 minutos, de 24 de fevereiro de 2002 a 23 de fevereiro de 2014
- Gol mais rápido: Valentino Mazzola, Torino, com 1' em 18 de junho de 1944.
- Maior virada com vitória: Juventus, da 0 a 2 a 4 a 2 em 7 de março de 1982.
- Maior virada: Torino, de 0 a 3 a 3 a 3 em 14 de outubro de 2001.
- Maior goleador em um único derby: Hans Kämpfer, Torino, 4 gols em 3 de fevereiro de 1907.
- Maior goleador em derbys consecutivos: Felice Borel, Juve, 6 gol de 4 de dezembro de 1932 a 10 de março de 1935.
- Mais derbys em um único ano: 6; 3 pelo Campeonato Italiano, 2 pela Coppa Italia e 1 pela Coppa UEFA, em 1988.